# Hrádek (Trhové Sviny)
Hrádek je malá vesnice, část města Trhové Sviny v okrese České Budějovice v Jihočeském kraji. Nachází se asi 3,5 kilometru jihovýchodně od Trhových Svinů. Hrádek leží v katastrálním území Pěčín u Trhových Svinů o výměře 6,22 km².

## Historie
První písemná zmínka o vesnici pochází z roku 1360.
Vznik vsi se však datuje již ve 13. století, její jméno je odvozeno od strážního hradu, který tady kdysi stál. Z tvrze se dochovaly terénní relikty na ostrohu nad rybníkem.

## Obyvatelstvo
| Rok            | 1869 | 1880 | 1890 | 1900 | 1910 | 1921 | 1930 | 1950 | 1961 | 1970 | 1980 | 1991 | 2001 | 2011 | 2021 |
| -------------- | ---- | ---- | ---- | ---- | ---- | ---- | ---- | ---- | ---- | ---- | ---- | ---- | ---- | ---- | ---- |
| Počet obyvatel | 130  | 90   | 91   | 111  | 109  | 88   | 86   | 53   | 58   | 77   | 61   | 42   | 36   | 38   | 43   |
| Počet domů     | 21   | 19   | 19   | 18   | 19   | 19   | 19   | 19   | 19   | 14   | 13   | 16   | 15   | 17   | 18   |

## Obecní správa
Při sčítání lidu v letech 1850–1960 Hrádek byl osadou obce Pěčín, se kterým patřil nejprve do okresu České Budějovice (v letech 1869–1910 Budějovice), ale v roce 1950 v okrese Trhové Sviny a od roku 1960 opět v okrese České Budějovice. Od 12. června 1960 je částí města Trhové Sviny opět v okrese České Budějovice.

## Pamětihodnosti
- Tvrziště Hrádek se zbytky malého středověkého hradu[7]
- Přírodní jeviště – Při lesní cestě do Bukové se dá nad Mlýnským rybníkem zabočit doleva a dostanete se k tzv. přírodnímu jevišti, kde údajně dříve žili Keltové.
- Martinský mlýn – Martinský mlýn na Žárském potoce leží pod hrází Mlýnského rybníka a patří k představitelům českých vesnických mlýnů.
- Kostelíček – Nedaleko přírodního jeviště se nachází místo zvané Kostelíček. Na tomto místě stávala poutní kaple, která zanikla po Josefínských reformách koncem 18. století. Na místě byla v roce 1904 vystavěna kamenná boží muka a jednou ročně je zde sloužena mše. České Budějovice). Do dnešních dnů zde zůstávají boží muka s malou obětní mísou.